# درآمد
درآمد مقدار پولی است که تولیدکنندگان با فروش محصولات یا ارائهٔ خدمات خود به‌دست می‌آورند. هنگامی که یک مؤسسه خدماتی به دیگران ارائه دهد یا کالایی به آنان تحویل دهد، در ازای آن مبلغی از ایشان دریافت می‌کند یا معادل آن مبلغ از ایشان طلب‌کار می‌شود، یا از ایشان سند (چک، سفته و …) دریافت می‌کند. تمام این موارد موجب افزایش دارایی شرکت می‌گردد و چنین افزایش در دارایی، درآمد خوانده می‌شود. برای خانواده‌ها و افراد، «درآمد عبارت است از مجموع همهٔ دستمزدها، حقوق، سود، پرداخت بهره، اجاره و سایر شکل‌های درآمد که در یک دورهٔ زمانی دریافت می‌شود.» (همچنین به‌عنوان درآمد ناخالص شناخته می‌شود). درآمد خالص، که معمولاً مبنای محاسبهٔ مالیات بر درآمد است، عبارت است از درآمد ناخالص منهای تمامی مالیات‌ها و کسورات دیگر (به‌عنوان مثال، کمک‌های بازنشستگی اجباری).
برای یک شرکت می‌توان درآمد ناخالص را، کل درآمدها منهای بهای تمام‌شدهٔ کالای فروخته‌شده تعریف کرد. درآمد خالص هزینه‌ها را بیرون می‌کشد: درآمد خالص برابر است با درآمد منهای بهای تمام‌شدهٔ کالای فروخته‌شده، هزینه‌ها، استهلاک، بهره و مالیات‌ها.
هرگونه افزایش در صندوق مؤسسه، درآمد محسوب نمی‌گردد، به‌عنوان مثال:
- دریافت وام نقدی از یک بانک کسب درآمد نیست، زیرا معادل دریافت این مبلغ، شرکت به بانک بدهکار می‌گردد و در ترازنامه دارایی و بدهی افزایش می‌یابد.
- وصول مطالبات از بدهکاران، درآمد محسوب نمی‌گردد زیرا در اثر این موضوع نوعی از دارایی (حساب بدهکاران) به نوع دیگری از دارایی (حساب صندوق) تغییر شکل می‌یابد.

به زبان دیگر، لازمهٔ تحصیل درآمد، افزایش سرمایه است.

## انواع درآمد
درآمد حاصل از خرید و فروش کالا یا خدمات غالباً فروش خوانده می‌شود. برای شناسایی سایر منابع درآمد اصطلاحات دیگری مانند حق‌الزحمه خدمت حرفه‌ای، کارمزد، کرایه و درآمد بهره به کار می‌رود.
در سال‌های اخیر، تمایل به روش‌های سریع و آسان برای کسب درآمد در میان مردم و به خصوص جوانان افزایش چشمگیری داشته است. این پدیده معمولاً با عنوان پول آسان (Easy Money) شناخته می‌شود، نشان‌دهنده تغییری در نگاه جامعه به مقوله کار و درآمد است.

## تعاریف اقتصادی
در اقتصاد درآمد عاملی، پولی است که از عوامل تولید برای یک شخص یا یک ملت حاصل می‌شود: اجاره، دستمزد، سود سرمایه و سود حاصل از کارآفرینی.
به عبارت دیگر درآمد، عاملی است که بودجه را محدود می‌سازد.Yبرای کالاهای مختلف x و y در مقادیر هزینه می‌شود {\displaystyle x} و {\displaystyle y} با قیمت {\displaystyle P_{x}} و {\displaystyle P_{y}} . معادله پایه اینگونه است:
{\displaystyle Y=P_{x}\cdot x+P_{y}\cdot y}
این معادله دو حالت دارد. اول، خرید یک واحد بیشتر از کالای x باعث کاهش خرید کالای y به مقدار  {\displaystyle {\frac {P_{x}}{P_{y}}}} می‌شود؛ بنابراین، {\displaystyle {\frac {P_{x}}{P_{y}}}} قیمت نسبی یک واحد x به تعداد واحدهای کم شده از y است. دوم، اگر قیمت x کم شود تعداد و {\displaystyle Y} و {\displaystyle P_{y},} ثابت بماند آنگاه قیمت نسبی کاهش می‌یابد. فرضیه معمول، قانون تقاضا، این است که هر چه قیمت پایین‌تر باشد، تقاضا افزایش میابد. تجزیه و تحلیل را می‌توان به بیش از دو کالا تعمیم داد.
تعمیم نظری به بیشتر از یک دوره، یک محدودیت درآمد و ثروت چند دوره ای است. به عنوان مثال، شخص می‌تواند مهارت‌های تولیدی بیشتری فرا بگیرد یا دارایی‌های با درآمد بیشتری تولید نماید تا درآمد بیشتری کسب کند. ممکن است طی چند دوره اتفاقات اقتصادی خارج از کنترل فرد نیز اتفاق بیفتد و باعث کاهش یا افزایش درآمد شود. ممکن است در طول زمان تغییر درآمد اندازه‌گیری شده و ارتباطش با مصرف مدل‌سازی شود، مانند فرضیه درآمد دائمی.

## نابرابری درآمد
نابرابری درآمد میزان توزیع درآمد به شکل نابرابر است. نابرابری درآمد با روش‌های مختلفی از جمله منحنی لورنز و شاخص جینی قابل اندازه‌گیری است. بسیاری از اقتصاددانان معتقدند مقدار معینی از نابرابری لازم و مطلوب است اما نابرابری بیش از حد منجر به مشکلات کارایی و بی‌عدالتی اجتماعی می‌شود.

## درآمد در فلسفه و اخلاق
در طول تاریخ بسیاری در مورد تأثیر درآمد بر اخلاق و جامعه نوشتند. سنت پاول نوشت: عشق به پول ریشهٔ همهٔ شرهاست.